# 波热加斯罗加足球俱乐部
波热加斯罗加足球俱乐部 (塞尔维亚语: ФK Cлoгa Пoжeгa) 是一家位于塞尔维亚波热加的足球俱乐部，现为塞尔维亚第三级别的塞尔维亚足球乙级联赛西区的球队，球队创始于1920年。 